# Nodalla lineata
Nodalla lineata är en insektsart som beskrevs av Navás 1936. Nodalla lineata ingår i släktet Nodalla och familjen Berothidae. Inga underarter finns listade i Catalogue of Life.